# Nana Dzagnidze
Nana Dzagnidze (en georgiano: ნანა ძაგნიძე) (Kutaisi, 1 de enero de 1987) es una ajedrecista georgiana. La FIDE le concedió el título de Gran Maestra en 2008. Fue miembro del equipo georgiano ganador de la medalla de oro en la Olimpiada Femenina de Ajedrez de 2008 y campeona de Europa individual femenina en 2017. 

## Carrera
Dzagnidze ganó la sección femenina Sub-12 del Campeonato Mundial Juvenil de Ajedrez en 1999.También ganó la medalla de oro en el Campeonato Mundial Femenino Sub-20 de 2003, con 2 puntos de ventaja sobre el resto de participantes.
En septiembre de 2005 participó en la sexta edición del torneo de Jóvenes Maestros de Lausana, en el que terminó séptima. Andréi Volokitin ganó el torneo. En el Festival de Ajedrez de Gibraltar, Dzagnidze ganó el premio a la mejor jugadora femenina en 2009 y 2011.
En julio de 2010 ganó en Jermuk la cuarta ronda del Grand Prix Femenino de la FIDE, que formaba parte del ciclo del Campeonato Mundial Femenino de Ajedrez de 2011. Ganó siete partidas y empató cuatro en el torneo de once rondas. Terminó 1½ puntos por delante de la segunda clasificada, Tatiana Kosintseva.
En 2017, ganó el Campeonato de Europa Individual Femenino en Riga (Letonia) y el Campeonato Mundial Femenino de Ajedrez Blitz en Riad (Arabia Saudí).
En marzo de 2020, Dzagnidze compartió el primer puesto en la 3.ª etapa del Gran Premio Femenino de la FIDE 2019-20 en Lausana (Suiza).

### Competiciones por equipos
Dzagnidze ha jugado para el equipo nacional de Georgia en la Olimpiada Femenina de Ajedrez, el Campeonato Mundial Femenino de Ajedrez por Equipos y el Campeonato Europeo Femenino de Ajedrez por Equipos. Su equipo ganó la medalla de oro en Dresde en 2008; ella obtuvo 7/10 puntos. En 2014, en la Olimpiada Femenina de Ajedrez de Tromsø (Noruega), Dzanidze ganó la medalla de oro individual como mejor jugadora del tablero uno, por delante de Hou Yifan. En el Campeonato Mundial Femenino por Equipos, ganó la medalla de bronce por equipos en 2011 y 2017. En el Campeonato de Europa Femenino por Equipos, Georgia ganó la medalla de plata en 2005, 2009 y 2017. Dzagnidze una medalla de oro individual en cuatro tableros en 2007.
Dzagnidze también ganó varias medallas de oro en la Copa de Europa de Clubes Femenina.